# Hopea hainanensis
Espèce
Statut de conservation UICN

 EN A2cd : En danger
Hopea hainanensis est une espèce de plantes de la famille des Dipterocarpaceae.

## Publication originale
- Sunyatsenia 5(1–3): 134–135, f. 15. 1940.